# Anime International Company
Anime International Company (株式会社アニメ・インターナショナルカンパニー?, Kabushiki-gaisha Anime Intānashonaru Kanpanī, abbreviato con AIC) è uno studio di animazione giapponese fondato il 15 luglio 1982 e con sede a Nerima in Tokyo. AIC ha avuto otto divisioni: AIC Spirits, AIC A.S.T.A., AIC Build, AIC Classic, AIC Digital, AIC Frontier, AIC PLUS+ e AIC Takarazuka; Ad oggi, alcune di queste divisioni hanno cambiato nome, proprietà o sono state dismesse. A seguito di una divisione aziendale, nel dicembre 2015 viene fondata AIC RIGHTS, che detiene la maggior parte dei diritti d'autore delle serie prodotte dall'azienda. Nel 2016, l'azienda ha cessato di avere un dipartimento di produzione.

## Storia

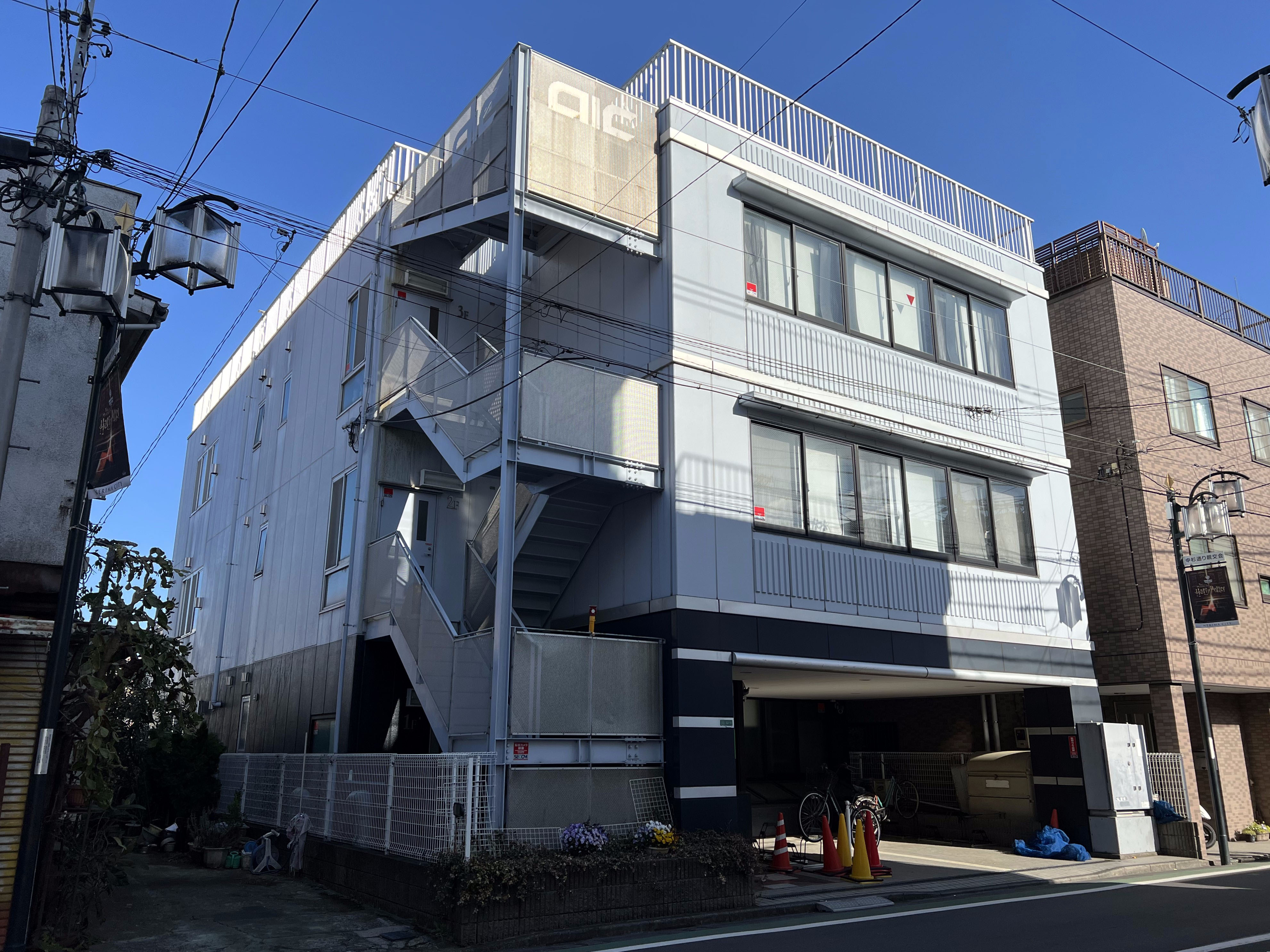
Bihō Biru in Tokyo, vecchia sede di uno degli studi di AIC.

Lo studio AIC è stato fondato il 15 luglio 1982, evolvendosi dal precedente studio Do Bee, che era stato creato in occasione del remake del 1980 di Astro Boy. Il primo presidente è stato Kazufumi Nomura, ex regista e produttore di Mushi Production. Dopo che Nomura fonda lo studio A.P.P.P., nel maggio 1985 la guida dello studio è passata a Tōru Miura, proveniente da Easy World Pro, che ha partecipato alla fondazione di AIC.
Negli anni '80, durante il boom degli OAV, AIC ha guadagnato notorietà con la produzione di robot anime contenenti bishōjo. Nel 1995, ha prodotto Tenchi muyō!, segnando l'ingresso dello studio nel mondo delle serie televisive. A fine anni '90, AIC ha lanciato una divisione editoriale, pubblicando la rivista trimestrale AIC Comic LOVE, che includeva informazioni sugli anime e manga, pubblicata fino al 2001. Lo studio ha inoltre esplorato lo sviluppo di software per videogiochi e tecnologie CGI.
Dal 1997 al 2003, AIC ha riorganizzato la sua struttura produttiva in tre divisioni: AIC Digital (1997), AIC Spirits (2003) e AIC A.S.T.A (2003) con ciascuna divisione che si occupava di progetti specifici e differenti. Nel 2006, AIC ha creato AIC Takarazuka, partecipando a un progetto di sviluppo dell'industria dell'animazione nella città di Takarazuka, aggiungendo una nuova linea produttiva insieme a AIC PLUS+. Sempre nello stesso anno, AIC collabora assieme a NTU (Nanyang Technological University, una università in Singapore) per lo sviluppo di CACANi, un software utilizzato nel processo di animazione per generare riempimenti tra i keyframe. Nel 2008, AIC ha creato una nuova società, sostituendo se stessa con essa, con lo stesso nome, Anime International Company, ma come kabushiki-gaisha.
Nel 2009, il produttore di Godannar e Gun x Sword, assieme ad alcuni dipendenti di AIC, lascia lo studio e fonda Acca effe; A seguire, nel 2010, sono stati creati AIC Build e AIC Classic, portando il numero delle linee produttive a sette. Lo stesso anno, l'azienda di pachinko Oizumi ha acquisito tutte le azioni di AIC, trasformandola in una sussidiaria. Successivamente, nel marzo 2011, AIC è stata acquisita da Aplix, una società specializzata in piattaforme per telefoni cellulari. Nel 2012, AIC ha iniziato a sviluppare progetti con un occhio di riguardo per il mercato internazionale, e ha fondato AIC Frontier, ampliando la struttura a otto divisioni.
Nel 2013, diversi produttori di AIC Spirits hanno lasciato lo studio per fondare Production IMS, portando alla transizione della produzione di opere come il film di Sora no Otoshimono alla nuova società. Nel maggio dello stesso anno, un produttore di AIC Classic si è unito a Ei Aoki per fondare lo studio TROYCA. Nel 2014, Aplix ha ceduto tutte le azioni di AIC a Tōru Miura per una somma simbolica, dopo che la società aveva registrato perdite per tre anni consecutivi. Nel 2015, Yasutaka Omura è diventato il nuovo CEO e, nel dicembre dello stesso anno, la maggior parte dei diritti sulle proprietà intellettuali di AIC è stata trasferita a una nuova società, AIC RIGHTS.
Nel 2016, AIC ha smantellato il suo dipartimento di produzione e si è ritirata dalla produzione attiva di animazione. Nel gennaio 2020, Tōru Miura è tornato come CEO dello studio, succedendo a Omura, che aveva lasciato la posizione nel dicembre 2019.

## AIC RIGHTS
AIC RIGHTS (株式会社AICライツ?, Kabushiki-gaisha Ē-Ai-Shī Raitsu) è un'azienda giapponese fondata il 10 dicembre 2015, che lavora nell'ambito della produzione di serie animate e gestisce la maggior parte delle proprietà intellettuali di AIC. Nel dicembre 2015, la maggior parte delle proprietà intellettuali detenute da AIC è stata trasferita ad AIC RIGHTS, attraverso una scissione aziendale. Il primo presidente della nuova società, Yasutaka Omura, ha ricoperto contemporaneamente il ruolo di CEO di AIC e AIC RIGHTS fino a dicembre 2019.
Nel febbraio 2017, l'azienda lancia un progetto per una serie di remake di anime che AIC ha prodotto in precedenza, tra cui Megazone 23 e Magical Girl Pretty Samy, per celebrare i 35 anni di AIC. Nell'aprile 2021, AIC RIGHTS ha concesso in licenza una delle sue serie allo studio di animazione Seven, che ha prodotto la serie televisiva Battle athletes daiundōkai ReSTART!. Nello stesso mese, è stata annunciata una partnership commerciale tra AIC RIGHTS e Toei Agency, con l'intenzione di collaborare a nuove produzioni animate e gestire i diritti d'autore di alcune serie in cooperativa.
Nel gennaio 2023, Masahiro Inoue, attore noto per il ruolo da protagonista in Kamen Rider Decade, è stato nominato nuovo CEO di AIC RIGHTS.

## Produzioni

### Serie TV

#### Dal 1987 al 1999

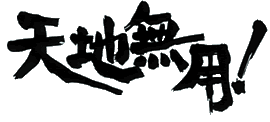
Logo dell'anime Tenchi muyō!.

| Titolo                                      | Inizio prima visione | Fine prima visione | Episodi | Note e fonti   |
| ------------------------------------------- | -------------------- | ------------------ | ------- | -------------- |
| Cream Lemon: Lemon Angel                    | 1 ottobre 1987       | 24 dicembre 1987   | 37      | [ 21 ]         |
| Lemon Angel (1988)                          | 3 febbraio 1988      | 30 marzo 1988      | 9       | [ 22 ]         |
| Lemon Angel (1988) parte 2                  | 7 luglio 1988        | 1 settembre 1988   | 8       | [ 22 ]         |
| Komatsu Sakyou Anime Gekijou                | 19 ottobre 1989      | 29 marzo 1990      | 27      | [ N 1 ] [ 23 ] |
| Tenchi muyō!                                | 2 aprile 1995        | 24 settembre 1995  | 26      | [ 22 ]         |
| El Hazard: The Wanderers                    | 6 ottobre 1995       | 29 marzo 1996      | 26      | [ 22 ]         |
| Magica Pretty Sammy                         | 4 ottobre 1996       | 28 marzo 1997      | 26      | [ 22 ]         |
| Shin Tenchi muyō!                           | 1º aprile 1997       | 23 settembre 1997  | 26      | [ 22 ]         |
| Battle athletes daiundōkai                  | 3 ottobre 1997       | 27 marzo 1998      | 26      | [ 22 ]         |
| Vampire Princess Miyu                       | 6 ottobre 1997       | 30 marzo 1998      | 26      | [ 22 ]         |
| Burn-Up Excess                              | 12 dicembre 1997     | 1 luglio 1998      | 13      | [ 22 ]         |
| El Hazard: The Alternative World            | 8 gennaio 1998       | 25 marzo 1998      | 13      | [ 22 ]         |
| Record of Lodoss War: La saga dei cavalieri | 1º aprile 1998       | 30 settembre 1998  | 27      | [ 22 ]         |
| Night Walker: Mayonaka no Tantei            | 9 luglio 1998        | 23 settembre 1998  | 12      | [ 22 ]         |
| Bubblegum Crisis Tokyo 2040                 | 7 ottobre 1998       | 31 marzo 1999      | 26      | [ 22 ]         |
| AD Police TV                                | 7 aprile 1999        | 30 giugno 1999     | 12      | [ 22 ]         |
| Dual! Parallel Trouble Adventure            | 8 aprile 1999        | 1 luglio 1999      | 13      | [ 22 ]         |
| Kacho-Ōji                                   | 14 luglio 1999       | 7 ottobre 1999     | 13      | [ N 2 ] [ 22 ] |
| Blue Gender                                 | 7 ottobre 1999       | 30 marzo 2000      | 26      | [ 22 ]         |
| Trouble Chocolate                           | 8 ottobre 1999       | 24 marzo 2000      | 20      | [ 22 ]         |
| Ima, soko ni iru boku                       | 14 ottobre 1999      | 30 dicembre 1999   | 13      | [ 22 ]         |

#### Dal 2000 al 2009

Logo dell'anime Sora no otoshimono.

| Titolo                                   | Inizio prima visione | Fine prima visione | Episodi | Note e fonti            |
| ---------------------------------------- | -------------------- | ------------------ | ------- | ----------------------- |
| Haja Kyosei G Dangaiō                    | 5 aprile 2001        | 5 luglio 2001      | 13      | [ 22 ]                  |
| Tenchi muyō! GXP                         | 2 aprile 2002        | 24 settembre 2002  | 26      | [ 22 ]                  |
| Petite Princess Yucie                    | 30 settembre 2002    | 24 marzo 2003      | 26      | [ N 3 ] [ 22 ]          |
| Godannar                                 | 1 ottobre 2003       | 24 dicembre 2003   | 13      | [ N 4 ] [ N 5 ] [ 22 ]  |
| BPS Battle Programmer Shirase            | 3 ottobre 2003       | 4 gennaio 2004     | 15      | [ 22 ]                  |
| Burn-Up Scramble                         | 12 gennaio 2004      | 29 marzo 2004      | 12      | [ N 6 ] [ 22 ]          |
| Godannar Second Season                   | 5 aprile 2004        | 28 giugno 2004     | 13      | [ N 4 ] [ N 5 ] [ 22 ]  |
| Girls Bravo                              | 7 luglio 2004        | 27 settembre 2004  | 12      | [ N 6 ] [ 22 ]          |
| To Heart: Remember My Memories           | 2 ottobre 2004       | 25 dicembre 2004   | 13      | [ N 4 ] [ N 5 ] [ 22 ]  |
| Magical Canan                            | 1 gennaio 2005       | 26 marzo 2005      | 13      | [ N 5 ] [ 22 ]          |
| Aa! Megami-sama                          | 6 gennaio 2005       | 7 luglio 2005      | 26      | [ 22 ]                  |
| Girls Bravo Second Season                | 27 gennaio 2005      | 21 aprile 2005     | 12      | [ N 6 ] [ 22 ]          |
| Gun × Sword                              | 4 luglio 2005        | 26 dicembre 2005   | 26      | [ N 5 ] [ 22 ]          |
| SoltyRei                                 | 6 ottobre 2005       | 30 marzo 2006      | 24      | [ N 7 ] [ 22 ]          |
| Aa! Megami-sama: sorezore no tsubasa     | 6 aprile 2006        | 28 settembre 2006  | 24      | [ 22 ]                  |
| Yoshimune                                | 6 aprile 2006        | 14 settembre 2006  | 24      | [ N 8 ] [ 22 ]          |
| Sasami - Mahō shōjo club                 | 13 aprile 2006       | 13 luglio 2006     | 13      | [ N 6 ] [ 22 ]          |
| TOKKO                                    | 15 aprile 2006       | 2 agosto 2006      | 13      | [ N 9 ] [ N 6 ] [ 22 ]  |
| Pumpkin Scissors                         | 2 ottobre 2006       | 19 marzo 2007      | 24      | [ N 7 ] [ 22 ]          |
| Lovedol: Lovely Idol                     | 2 ottobre 2006       | 18 dicembre 2006   | 12      | [ N 10 ] [ N 5 ] [ 22 ] |
| Tokimeki Memorial Only Love              | 2 ottobre 2006       | 26 marzo 2007      | 25      | [ N 5 ] [ 22 ]          |
| Sasami - Mahō shōjo club (second season) | 3 ottobre 2006       | 11 gennaio 2007    | 13      | [ N 6 ] [ 22 ]          |
| Tokyo Majin                              | 19 gennaio 2007      | 20 aprile 2007     | 14      | [ N 11 ] [ N 6 ] [ 22 ] |
| Seto no hanayome                         | 1º aprile 2007       | 30 settembre 2007  | 26      | [ N 7 ] [ 22 ]          |
| Tokyo Majin (second Season)              | 27 luglio 2007       | 10 ottobre 2007    | 14      | [ N 11 ] [ N 6 ] [ 22 ] |
| Bamboo Blade                             | 1 ottobre 2007       | 27 marzo 2008      | 26      | [ N 5 ] [ 22 ]          |
| Goshūshō-sama Ninomiya-kun               | 3 ottobre 2007       | 20 dicembre 2007   | 12      | [ N 6 ] [ 22 ]          |
| Moegaku★5                                | 14 gennaio 2008      | 3 marzo 2008       | 40      | [ N 6 ] [ 22 ]          |
| Special A                                | 6 aprile 2008        | 14 settembre 2008  | 24      | [ N 7 ] [ 22 ]          |
| Tentai Senshi Sunred                     | 3 ottobre 2008       | 27 marzo 2009      | 26      | [ N 5 ] [ 22 ]          |
| Ga-rei zero                              | 5 ottobre 2008       | 3 gennaio 2009     | 13      | [ N 12 ] [ N 6 ] [ 22 ] |
| Viper's Creed                            | 6 gennaio 2009       | 24 marzo 2009      | 12      | [ N 13 ] [ N 6 ] [ 22 ] |
| Samurai Harem: Asu no Yoichi             | 8 gennaio 2009       | 16 aprile 2009     | 13      | [ 22 ]                  |
| GA Geijutsuka Art Design Class           | 6 luglio 2009        | 1 settembre 2009   | 12      | [ N 14 ] [ 22 ]         |
| Nyan Koi!                                | 1 ottobre 2009       | 17 dicembre 2009   | 12      | [ 22 ]                  |
| Tentai Senshi Sunred 2                   | 3 ottobre 2009       | 27 marzo 2010      | 26      | [ N 5 ] [ 24 ]          |
| Sora no otoshimono                       | 4 ottobre 2009       | 27 dicembre 2009   | 13      | [ N 5 ] [ 22 ]          |
| Sasameki Koto                            | 7 ottobre 2009       | 30 dicembre 2009   | 13      | [ 22 ]                  |

#### Dal 2010 in poi

Logo dell'anime Date A Live.

| Titolo                                                                     | Inizio prima visione | Fine prima visione | Episodi | Note e fonti             |
| -------------------------------------------------------------------------- | -------------------- | ------------------ | ------- | ------------------------ |
| Ōkami kakushi                                                              | 7 gennaio 2010       | 25 marzo 2010      | 12      | [ 22 ]                   |
| Mayoi Neko Overrun!                                                        | 6 aprile 2010        | 29 giugno 2010     | 13      | [ 22 ]                   |
| Amagami SS                                                                 | 2 luglio 2010        | 23 dicembre 2010   | 26      | [ 22 ]                   |
| Shukufuku no Campanella                                                    | 2 luglio 2010        | 17 settembre 2010  | 12      | [ 22 ]                   |
| Strike Witches 2                                                           | 7 luglio 2010        | 23 settembre 2010  | 12      | [ N 6 ] [ 22 ]           |
| Asobi ni Iku yo!                                                           | 10 luglio 2010       | 25 settembre 2010  | 12      | [ N 14 ] [ 22 ]          |
| Sora no otoshimono forte                                                   | 1 ottobre 2010       | 17 dicembre 2010   | 12      | [ N 5 ] [ 22 ]           |
| Oreimo - My Sister Can't Be This Cute                                      | 3 ottobre 2010       | 19 dicembre 2010   | 15      | [ N 15 ] [ 22 ]          |
| Hōrō musuko                                                                | 13 gennaio 2011      | 31 marzo 2011      | 12      | [ N 16 ] [ 22 ]          |
| Nekogami Yaoyorozu                                                         | 9 luglio 2011        | 24 settembre 2011  | 12      | [ N 14 ] [ 22 ]          |
| R-15                                                                       | 10 luglio 2011       | 25 settembre 2011  | 12      | [ 22 ]                   |
| Maken-Ki!                                                                  | 5 ottobre 2011       | 21 dicembre 2011   | 12      | [ N 6 ] [ 22 ]           |
| Boku wa tomodachi ga sukunai                                               | 7 ottobre 2011       | 23 dicembre 2011   | 13      | [ N 15 ] [ 22 ]          |
| Persona 4: The Animation                                                   | 7 ottobre 2011       | 30 marzo 2012      | 25      | [ N 5 ] [ 22 ]           |
| Amagami SS+                                                                | 5 gennaio 2012       | 29 marzo 2012      | 13      | [ 22 ]                   |
| Atchi kotchi                                                               | 5 aprile 2012        | 28 giugno 2012     | 12      | [ 22 ]                   |
| Jinrui wa suitai shimashita                                                | 2 luglio 2012        | 17 settembre 2012  | 12      | [ N 5 ] [ 22 ]           |
| Koi to senkyo to chocolate                                                 | 6 luglio 2012        | 28 settembre 2012  | 12      | [ N 15 ] [ 22 ]          |
| Maji de Otaku na English! Ribbon-chan: Eigo de Tatakau Mahō Shōjo          | 31 luglio 2012       | 16 novembre 2012   | 12      | [ N 17 ] [ 22 ]          |
| Boku wa tomodachi ga sukunai NEXT                                          | 11 gennaio 2013      | 29 marzo 2013      | 12      | [ N 15 ] [ 22 ]          |
| Kotoura-san                                                                | 11 gennaio 2013      | 29 marzo 2013      | 12      | [ N 16 ] [ 22 ]          |
| Date A Live                                                                | 31 marzo 2013        | 16 giugno 2013     | 12      | [ N 14 ] [ 22 ]          |
| Star Blazers 2199                                                          | 7 aprile 2013        | 29 settembre 2013  | 12      | [ N 18 ] [ 25 ]          |
| Day Break Illusion - Il sole penetra le illusioni                          | 6 luglio 2013        | 28 settembre 2013  | 13      | [ 22 ]                   |
| Maji de Otaku na English! Ribbon-chan: Eigo de Tatakau Mahō Shōjo - The TV | 6 luglio 2013        | 7 settembre 2013   | 10      | [ N 17 ] [ 26 ]          |
| Super Seisyun Brothers                                                     | 13 settembre 2013    | 13 dicembre 2013   | 14      | [ N 14 ] [ 22 ]          |
| Pupipō!                                                                    | 20 dicembre 2013     | 28 marzo 2014      | 15      | [ N 14 ] [ 22 ]          |
| Ai Tenchi Muyo!                                                            | 6 ottobre 2014       | 26 dicembre 2014   | 50      | [ N 19 ] [ N 14 ] [ 22 ] |
| Battle athletes daiundōkai ReSTART!                                        | 11 aprile 2021       | 27 giugno 2021     | 12      | [ N 20 ] [ 18 ] [ 27 ]   |

### Film

Logo del film Persona 3 the Movie - #1: Spring of Birth.

| Titolo                                                         | Data di pubblicazione | Note e fonti    |
| -------------------------------------------------------------- | --------------------- | --------------- |
| Gall Force: Eternal Story                                      | 26 luglio 1986        | [ N 21 ] [ 22 ] |
| Gall Force 2: Destruction                                      | 21 novembre 1987      | [ N 21 ] [ 22 ] |
| Gall Force 3: Stardust War                                     | 2 novembre 1988       | [ N 21 ] [ 22 ] |
| Rhea Gall Force                                                | 21 marzo 1989         | [ 22 ]          |
| Silent Möbius: The Motion Picture – Part I                     | 17 agosto 1991        | [ 22 ]          |
| Silent Möbius: The Motion Picture – Part II                    | 18 luglio 1992        | [ 22 ]          |
| Elementalors                                                   | 1º aprile 1995        | [ 22 ]          |
| Chi ha bisogno di Tenchi? - The Movie - Tenchi muyo in Love    | 20 aprile 1996        | [ 22 ]          |
| Armitage III                                                   | 25 giugno 1996        | [ 22 ]          |
| Chi ha bisogno di Tenchi? - The Movie - La vigilia dell'estate | 2 agosto 1997         | [ 22 ]          |
| Welcome to Lodoss Island!                                      | 25 aprile 1998        | [ 22 ]          |
| Chi ha bisogno di Tenchi? - The Movie - Memorie lontane        | 24 aprile 1999        | [ 22 ]          |
| Oh, mia dea! - The Movie                                       | 21 ottobre 2000       | [ 22 ]          |
| Armitage III: Dual-Matrix                                      | 22 marzo 2002         | [ 22 ]          |
| Blue Gender: The Warrior                                       | 20 novembre 2002      | [ 28 ]          |
| Gekijōban sora no otoshimono: Tokei-jikake no Angeloid         | 25 giugno 2011        | [ N 5 ] [ 22 ]  |
| Strike Witches: The Movie                                      | 17 marzo 2012         | [ 29 ]          |
| Persona 4: The Animation -The Factor of Hope-                  | 9 giugno 2012         | [ N 5 ] [ 30 ]  |
| Aura: Maryūin Kōga saigo no tatakai                            | 13 aprile 2013        | [ N 5 ] [ 22 ]  |
| Persona 3 the Movie - #1: Spring of Birth                      | 23 novembre 2013      | [ N 5 ] [ 22 ]  |

### OAV ed ONA

#### Dal 1985 al 1999

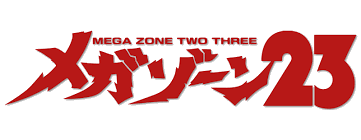
Logo della serie Megazone 23.

| Titolo                                              | Anno di produzione | Episodi | Note e fonti           |
| --------------------------------------------------- | ------------------ | ------- | ---------------------- |
| Megazone 23                                         | 1985               | 1       | [ N 22 ] [ 22 ]        |
| Tatakae! Iczer-1                                    | 1985-1987          | 3       | [ 22 ]                 |
| Megazone 23 part II                                 | 1986               | 1       | [ N 23 ] [ 22 ]        |
| Cosmos Pink Shock                                   | 1986               | 1       | [ 22 ]                 |
| Call Me Tonight                                     | 1986               | 1       | [ 22 ]                 |
| Wanna-Be's                                          | 1986               | 1       | [ N 21 ] [ 22 ]        |
| Gakuen Tokusō Hikaruon                              | 1987               | 1       | [ 22 ]                 |
| Bubblegum Crisis                                    | 1987-1991          | 8       | [ N 21 ] [ 22 ]        |
| Maryuu Senki                                        | 1987-1989          | 3       | [ 31 ]                 |
| New Cream Lemon                                     | 1987-1988          | 9       | [ 22 ]                 |
| Pants no Ana: Mambo de Ganbo!                       | 1987               | 1       | [ 32 ]                 |
| Black Magic M-66                                    | 1987               | 1       | [ 22 ]                 |
| Dangaio                                             | 1987-1989          | 3       | [ N 21 ] [ 33 ]        |
| Daimajū Gekitō: Hagane no Oni                       | 1987               | 1       | [ 22 ]                 |
| Metal Skin Panic MADOX-01                           | 1987               | 1       | [ N 21 ] [ 22 ]        |
| Dragon's Heaven                                     | 1988               | 1       | [ N 21 ] [ 22 ]        |
| Kujaku l'esorcista                                  | 1988-1994          | 5       | [ N 24 ] [ 22 ]        |
| Ten Little Gall Force                               | 1988               | 1       | [ N 21 ] [ 22 ]        |
| Vampire Princess Miyu (OAV)                         | 1988-1989          | 4       | [ 22 ]                 |
| Ryūseiki                                            | 1988               | 2       | [ 22 ]                 |
| Project Zeorymer                                    | 1988-1990          | 4       | [ 22 ]                 |
| Riding Bean                                         | 1989               | 1       | [ N 21 ] [ 22 ]        |
| Explorer Woman Ray                                  | 1989               | 2       | [ N 25 ] [ 22 ]        |
| Legend of Lemnear                                   | 1989               | 1       | [ 22 ]                 |
| Megazone 23 part III                                | 1989               | 2       | [ N 21 ] [ 22 ]        |
| Seijūki Saigādo                                     | 1989               | 1       | [ 22 ]                 |
| Be Boy Kidnapp'n Idol                               | 1989               | 1       | [ 22 ]                 |
| Gall Force: Chikyūshō                               | 1989-1990          | 3       | [ N 21 ] [ 22 ] [ 34 ] |
| Sol Bianca                                          | 1990-1991          | 2       | [ 22 ]                 |
| Ryokunohara Labyrinth: Sparkling Phantom            | 1990               | 1       | [ 22 ]                 |
| AD Police                                           | 1990               | 3       | [ N 21 ] [ 22 ]        |
| Bōken! Iczer 3                                      | 1990-1991          | 6       | [ 22 ]                 |
| The Hakkenden                                       | 1990-1991          | 6       | [ N 21 ] [ 22 ]        |
| Majuu Senshi Luna Varga                             | 1991               | 4       | [ N 26 ] [ 22 ]        |
| Burn-Up                                             | 1991               | 1       | [ 22 ]                 |
| Detonator Orgun                                     | 1991-1992          | 3       | [ N 21 ] [ 22 ]        |
| Gall Force: Shin seiki-hen                          | 1991-1992          | 2       | [ N 21 ] [ 22 ]        |
| Sousei Kishi Gaiarth                                | 1992-1993          | 3       | [ N 21 ] [ 35 ]        |
| Macross II                                          | 1992               | 6       | [ N 27 ] [ 22 ] [ 36 ] |
| Sekai no Hikari Shinran Seijin                      | 1992-1999          | 6       | [ 22 ]                 |
| Il cuneo dell'amore                                 | 1992-1994          | 2       | [ 22 ]                 |
| Bastard!!                                           | 1992-1993          | 6       | [ 22 ]                 |
| Tenchi Muyo! Ryo-Ohki                               | 1992-1993          | 7       | [ 22 ]                 |
| Green Legend Ran                                    | 1992-1993          | 3       | [ 22 ]                 |
| Oh, mia dea!                                        | 1993-1994          | 5       | [ 22 ]                 |
| Moldiver                                            | 1993               | 6       | [ 22 ]                 |
| Alien Defender Geo-Armor: Kishin Corps              | 1993-1994          | 7       | [ 22 ]                 |
| Ganbare Goemon: Jigen Jō no Akumu                   | 1993               | 1       | [ 37 ]                 |
| The Hakkenden Shinshō                               | 1993-1995          | 7       | [ N 22 ] [ 22 ]        |
| Tenchi Muyo!: Galaxy Police Mihoshi Space Adventure | 1994               | 1       | [ 38 ]                 |
| Magical Twilight                                    | 1994-1995          | 3       | [ 22 ]                 |
| Dragon Pink                                         | 1994-1995          | 3       | [ 22 ]                 |
| Tenchi Muyo! Ryo-Ohki 2                             | 1994-1995          | 6       | [ 22 ]                 |
| TwinBee: WinBee's ⅛ Panic                           | 1994               | 1       | [ N 28 ] [ 39 ]        |
| Iczer Girl Iczelion                                 | 1995               | 2       | [ 22 ]                 |
| Armitage III                                        | 1995               | 4       | [ 22 ]                 |
| Magica Pretty Sammy                                 | 1995-1997          | 3       | [ 22 ]                 |
| El Hazard: The Magnificent World                    | 1995-1996          | 6       | [ 22 ]                 |
| Elven Bride                                         | 1995               | 2       | [ 22 ]                 |
| Ninja Mono                                          | 1996               | 2       | [ 22 ]                 |
| Burn-Up W                                           | 1996               | 4       | [ 22 ]                 |
| Tattoon Master                                      | 1996               | 2       | [ 22 ]                 |
| Mahou no Shiho-chan                                 | 1996-1997          | 2       | [ 22 ]                 |
| El Hazard 2: Ritorno a El-Hazard                    | 1997               | 4       | [ 22 ]                 |
| Battle athletes daiundōkai                          | 1997-1998          | 6       | [ 22 ]                 |
| Photon                                              | 1997-1999          | 6       | [ 22 ]                 |
| Tōshin Toshi 2                                      | 1997-1998          | 3       | [ 22 ]                 |
| Seishōjo Kantai Virgin Fleet                        | 1998               | 3       | [ 22 ]                 |
| TwinBee Paradise                                    | 1998-1999          | 4       | [ 22 ]                 |
| Kyōkasho ni Nai!                                    | 1998               | 2       | [ 40 ]                 |
| Gosenzo San'e                                       | 1998-1999          | 4       | [ 22 ]                 |
| Space Ofera Agga Ruter                              | 1998-1999          | 4       | [ 22 ]                 |
| Sol Bianca - L'eredità perduta                      | 1999-2000          | 6       | [ 22 ]                 |
| Kaitouranma The Animation                           | 1999               | 2       | [ N 25 ] [ 22 ]        |
| G-Taste                                             | 1999-2003          | 7       | [ 22 ]                 |

#### Dal 2000 in poi
| Titolo                                        | Anno di produzione | Episodi | Note e fonti            |
| --------------------------------------------- | ------------------ | ------- | ----------------------- |
| Oni-Tensei                                    | 2000               | 3       | [ 22 ]                  |
| Yarima Queen                                  | 2000               | 1       | [ 22 ]                  |
| Zoku Gosenzo San'e                            | 2000-2001          | 4       | [ 22 ]                  |
| Devadasy                                      | 2000-2001          | 3       | [ N 29 ] [ 22 ]         |
| Magical Play                                  | 2001-2002          | 24      | [ 22 ]                  |
| Magical Play 3D                               | 2001               | 1       | [ 22 ]                  |
| Koukou Tekken-den Tough                       | 2002-2004          | 3       | [ 41 ]                  |
| Ichi the Killer - Episode 0                   | 2002               | 1       | [ 42 ]                  |
| Parasite Dolls                                | 2003               | 3       | [ 22 ]                  |
| Tenchi Muyo! Ryo-Ohki 3                       | 2003-2005          | 7       | [ 22 ]                  |
| Castigo Celeste XX Angel Rabbie               | 2004               | 1       | [ N 6 ] [ 22 ]          |
| Aa! Megami-sama: Tatakau tsubasa              | 2007               | 2       | [ 22 ]                  |
| Sakura taisen - New York New York             | 2007               | 6       | [ 43 ]                  |
| Candy Boy                                     | 2007-2009          | 10      | [ 22 ]                  |
| Quiz Magic Academy                            | 2008               | 1       | [ N 14 ] [ 22 ]         |
| Seto no hanayome (OAV)                        | 2008-2009          | 2       | [ N 7 ] [ 44 ]          |
| Isekai no Seikishi Monogatari                 | 2009-2010          | 13      | [ N 6 ] [ N 11 ] [ 22 ] |
| Kigurumikku V3                                | 2009               | 3       | [ N 5 ] [ 22 ]          |
| Quiz Magic Academy - The Original Animation 2 | 2010               | 1       | [ N 14 ] [ 45 ]         |
| G-Best                                        | 2010               | 1       | [ N 14 ] [ 46 ]         |
| Megane na Kanojo                              | 2010               | 4       | [ 22 ]                  |
| GA Geijutsuka Art Design Class (OAV)          | 2010               | 1       | [ N 14 ] [ 47 ]         |
| Aa! Megami-sama Itsumo futari de              | 2011-2013          | 3       | [ 48 ]                  |
| Nana & Kaoru                                  | 2011               | 1       | [ N 14 ] [ 49 ]         |
| Gattai Robot Atranger                         | 2011               | 1       | [ 22 ]                  |
| Justeen                                       | 2011               | 1       | [ 22 ]                  |
| Asobi ni Iku yo! (OAV)                        | 2011               | 1       | [ N 14 ] [ 50 ]         |
| Ai no Kusabi (2012)                           | 2012               | 4       | [ 22 ]                  |
| Ebiten: Kōritsu Ebisugawa kōkō tenmonbu       | 2012               | 10      | [ N 16 ] [ 22 ]         |
| Seitokai no Ichizon Lv.2                      | 2012               | 10      | [ 22 ]                  |
| Boku wa Tomodachi ga Sukunai Add On Disc      | 2012               | 1       | [ N 15 ] [ 51 ]         |
| Tenchi Muyo! Ryo-Ohki 4                       | 2016-2017          | 4       | [ N 30 ] [ 22 ]         |
| Tenchi Muyo! Ryo-Ohki 5                       | 2020-2021          | 6       | [ 52 ]                  |
| Tenchi Muyō GXP Paradise Starting             | 2023               | 6       | [ N 31 ] [ 53 ]         |

### Speciali
| Titolo                            | Anno di produzione | Episodi | Note e fonti    |
| --------------------------------- | ------------------ | ------- | --------------- |
| Seikimatsu Leader Gaiden Takeshi! | 1998               | 1       | [ 54 ]          |
| Tenshi no Drop                    | 2013               | 1       | [ N 17 ] [ 55 ] |